# L'Auberge ensorcelée
L'auberge ensorcelée és una pel·lícula muda de la productora francesa Star Film de l'any 1897, dirigida per Georges Méliès. És la núm. 122-123 dels seus catàlegs.

## Sinopsi
Un viatger arriba a una petita habitació d'hotel, abillat per botes de muntar i casc. Quan col·loca el seu equipatge en el llit, aquest desapareix immediatament. Més confusions màgiques li segueixen: quan deixa el seu casc, salta al pis i es mou per si mateix abans de desaparèixer igualment; quan el viatger tracta d'encendre una espelma, salta per l'habitació i explota; quan es lleva l'abric, vola a través de la paret; quan tracta d'asseure's, la seva cadira canvia de lloc. Finalment, quan aconsegueix asseure's, el viatger es lleva les botes, que s'allunyen; quan el viatger es mou a la taula de nit, també desapareix. El viatger es prepara per a anar-se al llit i es lleva els pantalons, que volen pel sostre. Quan salta al llit, també desapareix i torna a aparèixer. El viatger, perplex i irritat, es dona per vençut i surt corrent de l'habitació.

## Concepció
L'Auberge ensorcelée és la primera pel·lícula coneguda de Méliès que compta amb objectes inanimats que cobren vida per a provocar als seus amos, un tema que tornaria a prendre en els seus pròxims films. La idea d'un convidat tractant de dormir sense èxit en una habitació d'hotel, que ja era popular en aquella època en els teatres de varietats, havia estat utilitzada per primera vegada per Méliès en 1896, en la seva pel·lícula Une nuit terrible. A L'Auberge du bon repos, pel·lícula de 1903, Méliès utilitzarà una trama molt similar a L'Auberge ensorcelée, però la va ampliar considerablement. El motiu d'un viatger carregat de veles també va tornar en una altra pel·lícula de 1903, anomenada El fantasma i la vela. El tema de l'hoste de l'hotel reapareixeria novament, amb major sofisticació, a L'Hôtel des voyageurs de commerce, de 1906.
L'Auberge ensorcelée probablement va ser inspirat per Hanlon-Lees, una companyia britànica d'acròbates populars a Europa en la dècada de 1880. Els Hanlon-Lees, descrivint-se a si mateixos com entortilationists, es van especialitzar en espectaculars comèdies d'alta energia en les quals saltironaven i rebotaven maníacamente per l'escenari, sovint saltant a través de paranys ocults en el set. En una de les seves rutines, un convidat en una posada il·luminada per espelmes, va ser primer turmentat per les seves sabates que cobraven vida, i després perseguit per dimonis en l'escenari. Altres pel·lícules de Méliès, que porten la marca de la inspiració Hanlon-Lees, són L'Auberge du bon repos i Le Locataire diabolique. Una altra inspiració per L'Auberge ensorcelée probablement provenia d'una famosa i influent féerie de 1839, coneguda com Les Pilules du Diable, que incloïa una escena en una habitació embruixada.

## Producció
La pel·lícula va ser filmada a l'aire lliure, al jardí de Méliès a Montreuil (Sena Saint-Denis). Els objectes inanimats van ser animats usant cables, es van crear altres efectes especials utilitzant pirotècnia i la tècnica d'edició coneguda com stop trick, la qual cosa va permetre que ocorreguessin les desaparicions màgiques. Méliès va interpretar al viatger.